# Zduńska Wola
Zduńska Wola es una ciudad del voivodato de Łódź en Polonia. A 30 de junio de 2012 tenía 43.998 habitantes sobre una superficie de 24,58 km². 

## Ciudades hermanadas
- Zarasai, Lituania
- Pietrasanta, Italia
- Valmiera, Letonia
- Lőrinci, Hungría

## Personajes
- Emil Bohnke (1888–1928), compositor
- Edmund Friszke ( Frischke ) (1902–1958), pastor protestante, víctima del nacionalsocialismo
- Riwka Herszberg (1938-1945), niña judía de 7 años muerta en la Escuela del Bullenhuser Damm en abril de 1945 por los nazis.
- Eugen Klause (1903–1999), compositor
- Maximilian Kolbe (1894–1941), sacerdote católico.
- Mariusz Wróblewski (1991), viajero.
- Justyna Majkowska (1977), cantante.
- Magda Femme (1971), cantante.